# Сулькі (Підляське воєводство)
Сулькі (пол. Sulki) — село в Польщі, у гміні Мястково Ломжинського повіту Підляського воєводства.
Населення — 103 особи (2011).
У 1975-1998 роках село належало до Ломжинського воєводства.

## Демографія
Демографічна структура станом на 31 березня 2011 року:
|          | Загалом | Допрацездатний вік | Працездатний вік | Постпрацездатний вік |
| -------- | ------- | ------------------ | ---------------- | -------------------- |
| Чоловіки | 41      | 5                  | 29               | 7                    |
| Жінки    | 62      | 14                 | 37               | 11                   |
| Разом    | 103     | 19                 | 66               | 18                   |